# Associació Catalana per la Infància Maltractada
Associació Catalana per la Infància Maltractada és una associació constituïda formalment el 1988, tot i que portava alguns anys actuant en grups de treball. És una associació sense ànim de lucre que vetlla pels drets i les necessitats dels infants. L'ACIM promou actuacions adreçades a prevenir i pal·liar les situacions de maltractaments infantils, i està integrada per professionals de diferents disciplines (assistents socials, educadors, juristes, mestres, pedagogs, psicòlegs, infermeres...). El 2007 va rebre la Creu de Sant Jordi.